# Botifarró negre
El botifarró negre, o simplement botifarró, és un embotit tradicional cuit de les illes Balears.
La seva elaboració data de l'època de dominació romana a les illes. Està compost de carn, xulla de porc i s'emboteix en budells prims de porc formant enfilalls que semblen butifarres negres primes, que es couen breument en aigua. Es menja fregit, moltes vegades amb sobrassada, o cru.
Amb els mateixos ingredients, excepte la sang, i amb un aspecte completament diferent, es fa el botifarró blanc, menys conegut que el negre.